# Joan Erlandsen
Joan Erlandsen (født 7. juli 1943 i København, død 4. april 2025) var kommunom i offentlig forvaltning og siden 2005 medlem af Folketinget, valgt for Venstre i Aakirkebykredsen.
Joan Erlandsen var datter af nålemager Kurt Ziebell Petersen og rengøringsassistent Carla Johanne Sørensen. Hun var siden 1965 gift med fiskeskipper John Chr. Erlandsen. Parret har tre voksne børn. Joan Erlandsen arbejdede fra 1978 til 2002 som kommunom i offentlig forvaltning i den daværende Allinge-Gudhjem Kommune. 
Hun blev i 1990 valgt til kommunalbestyrelsen i Allinge-Gudhjem Kommune, og fra 1994 var hun tillige medlem af Bornholms Amtsråd. Hun var medlem af amtets sundhedsudvalg og formand for Børne- og Kulturudvalget i Allinge-Gudhjem. I maj 2002 blev hun valgt til det første regionsråd i Bornholms Regionskommune, hvor hun sad som 2. viceborgmester frem til marts 2005. I oktober samme år blev hun opstillet som folketingskandidat for Venstre i Aakirkebykredsen.
Ved valget i februar 2005 blev Erlandsen valgt til Folketinget, hvor hun sad i 21-mands-udvalget vedrørende Færøerne, Sundhedsudvalget, Energipolitisk Udvalg og Nordisk Råd. Hun var stedfortræder i Udvalget vedrørende Grønlandske Forhold og Fødevareudvalget.
I oktober 2007 meldte hun sig ud af Venstre på Bornholm og ind i afdelingen i Dragør med beskyldninger om at den bornholmske ledelse i partiet havde undsagt hende.